# Polyblastus
Polyblastus (лат. , от др.-греч. πολυ- +βλαστός «дающий много отпрысков») — род наездников из семейства Ichneumonidae (подсемейство Tryphoninae).

## Распространение
Известно около 50 видов рода. Распространены в Голарктике.

## Описание
Наездники средних размеров, в длину достигают 10 мм. Длина переднего крыла 4—8 мм.

## Экология
Представители рода — паразиты пилильщиков подсемейств Nematinae и Blennocampinae. Характерен такой признак, как способность самок накапливать и нести на яйцекладе гроздь яиц.

## Список видов
Некоторые виды рода:
- Polyblastus bicingulatus Kriechbaumer, 1898
- Polyblastus bipunctatus Strobl, 1903
- Polyblastus cancer Hartig, 1837
- Polyblastus clypearis Brischke, 1891
- Polyblastus cothurnatus Gravenhorst, 1829
- Polyblastus dentigena Kasparyan, 1970
- Polyblastus leucoon Kasparyan, 1973
- Polyblastus macrocentrus Thomson, 1888
- Polyblastus nanus Kasparyan, 1973
- Polyblastus pedalis Cresson, 1864
- Polyblastus pinguis Gravenhorst, 1820
- Polyblastus pumilus Holmgren, 1857
- Polyblastus punctatissimus Strobl, 1903
- Polyblastus stenhammari Holmgren, 1857
- Polyblastus tuberculatus Teunissen, 1953
- Polyblastus varitarsus Gravenhorst, 1829